# Masada Recital
Masada Anniversary Edition, Vol. 4: Masada Recital è un album in studio del compositore Jazz statunitense John Zorn, ed il quarto album della serie Masada Anniversary, pubblicato il 29 giugno 2004 dalla Tzadik Records.

## Descrizione
Questo è il quarto album in una serie di 5 album, intitolata Masada Anniversary. La serie venne fatta per il decimo anniversario del suo primo libro delle composizioni Masada.
Venne eseguito completamente da Sylvie Courvoisier e Mark Feldman.

## Tracce
Musiche di John Zorn.
1. Kanah (49° composizione) – 4:15
2. Socoh (47° composizione) – 3:46
3. Mahshav (112° composizione) – 5:39
4. Karet (185° composizione) – 2:05
5. Abidan (90° composizione) – 3:06
6. Malkhut (178° composizione) – 2:17
7. Azekah (5° composizione) – 6:05
8. Nezikin (120° composizione) – 2:13
9. Karaim (100° composizione) – 8:55
10. Hath-Arob (98° composizione) – 2:12
11. Aravot (177° composizione) – 3:47
12. Mahlah (48° composizione) – 4:52

Durata totale: 49:12

## Formazione
- John Zorn – produzione, direzione
- Mark Feldman – violino
- Sylvie Courvoisier – pianoforte